# Marie Louise Coleiro Preca
Marie Louise Coleiro Preca (*Qormi, 1958. december 7.) Málta 9. köztársasági elnöke 2014 és 2019 között, a második nő ebben a pozícióban. 55 évével Málta legfiatalabb köztársasági elnöke volt hivatalba lépésekor. Férjezett, egy leány anyja.

## Civil élete
1958. december 7-én született Qormiban. A helyi St. George’s Primary Schoolban tanult, majd a Blata l-Bajda-i Maria Reġina Girls’ Grammar School, ezt követően az msida-i Polytechnic Imsida növendéke volt. Ezután a Máltai Egyetemen nemzetközi tanulmányok alapképzést, és közjegyzői képzést végzett.
Politikai pályája mellett a Maltacom plc és a Lybian Arab Maltese Holding Company vezetésében is dolgozott.

## Politikai pályája
16 éves kora óta politizál a Máltai Munkáspárt színeiben. 1982 és 1991 között már a párt általános titkára volt. Tagja volt a Szocialista Fiatalok Nemzeti Irodájának, ezen kívül a párt női részlegének vezetője, a Ġuże Ellul Mercer Alapítvány alapító tagja és a párt hetilapjának, a Ħelsiennek a szerkesztője.
1998 óta a parlament tagja. Az ellenzék tagjaként később szociális, turisztikai majd egészségügyi árnyékminiszter, a szociális parlamenti bizottság tagja.
2013-tól az Európai Parlamentben Málta képviselője, a munkáspárti kormány Családügyi és Szociális Szolidaritási Minisztere. Egyéves minisztersége alatt reformok sorozatát valósította meg, ezen kívül nevéhez fűződik a gyermekvédelmi törvény.
2014 és 2019 között Málta köztársasági elnöke volt.